# Éric Pichon
Éric Pichon (* 30. März 1966 in Saint-Chamond, Frankreich; † 31. August 2012) war ein französischer Radsportler.

## Sportliche Laufbahn
Pichon tauchte ab 1987 in den Ergebnislisten der französischen Amateur-Straßenrennen auf. 1988 konnte er nach seinem Etappensieg bei der Tour du Lyonais et des monts Pilat seinen ersten Sieg bei einem größeren Rennen feiern. Der internationale Durchbruch bei den Amateuren gelang ihm 1989 mit dem Gewinn des tschechoslowakischen Etappenrennens Ytong Bohemia Tour. Höhepunkt seiner Amateurlaufbahn war im selben Jahr der zweite Platz beim Einzelrennen der Straßenweltmeisterschaft. 
Mit dieser Empfehlung schloss Pichon zu Beginn der Radsportsaison 1990 einen Vertrag als Berufsfahrer beim französischen Radsportteam Castorama ab. Dort fuhr er unter anderem zusammen mit dem Gewinner des Giro d’Italia 1989 Laurent Fignon. Sein bestes Ergebnis im ersten Profijahr erzielte Pichon bei den französischen Straßenmeisterschaften mit dem zehnten Platz. Bei Rennen mit internationaler Beteiligung schnitt er beim Eintagesrennen Chateauroux–Limoges mit Platz 13 am besten ab. Weniger erfolgreich startete er bei den Rennen Paris–Brüssel (133.) und Paris–Tours (48.). Nur bei der Tour du Limousin erreichte er 1990 mit Platz bei der dritten Etappe einen erwähnenswerten Podestplatz. Das Rennjahr 1990 schloss Pichon mit Platz 651 in der UCI-Weltrangliste ab. 1991 wurde nur der 17. Platz bei der Tour de Romandie registriert, in der Weltrangliste stieg er jedoch auf Platz 617 auf. 
1992 wechselte Pichon zum französischen Team VC Lyon. Bei den französischen Meisterschaften erreichte er Rang 10, einen Podestplatz erreichte er mit Platz zwei beim Kriterium in Saint-Chamond. Nachdem er die Saison 1992 mit Rang 767 in der UCI-Weltrangliste abgeschlossen hatte, beendete Pichon seine Laufbahn aus Berufsfahrer.